# Stadio Luís Augusto de Oliveira
Lo stadio Luís Augusto de Oliveira, ufficialmente estádio Municipal Professor Luís Augusto de Oliveira, è lo stadio per il calcio nel São Carlos, in Brasile. Inaugurato nel 3 novembre 1968, prende il nome dal sindaco Luís Augusto de Oliveira, che avviò i lavori. Tra i tifosi l'impianto è noto anche come Luisão.